# Gymnodamaeus quadriseta
Gymnodamaeus quadriseta är en kvalsterart som beskrevs av Ruiz, Kahwash och Subías 1990. Gymnodamaeus quadriseta ingår i släktet Gymnodamaeus och familjen Gymnodamaeidae. Inga underarter finns listade i Catalogue of Life.